# Szongott Rudolf
Szongott Rudolf (? – ) magyar szakíró, fordító, könyvkiadó, az ún. tradicionális létszemlélet egyik hazai képviselője, szerzője.

## Munkássága
Írói-szerkesztői tevékenysége a hazai tradicionális iskolához köthető, melynek első folyóiratát, az Arkhét közösen szerkesztette az iskolaalapító és -vezető László Andrással. Tanulmányainak többsége szintén az iskola kiadványaiban jelent meg. Viszont az eddigi egyetlen saját könyve, Az ember mint a teremtés foglalata című munka mind a mai napig kiadatlan maradt. 
Egy ideig előadóként is működött: órákat tartott a Szigeti Árpád által létrehozott A Hagyomány és Transzcendencia Iskolájában, valamint a  Hyperion Szellemtudományi Akadémián.
Fordítóként az ő nevéhez fűződik Julius Evola két fő művének, a Lázadás a modern világ ellen és A szexus metafizikája című értekezések magyar nyelvre való átültetése, melyek közül utóbbit az általa vezetett UR Könyvkiadó jelentetett meg. Az olasz ezoterikus szerzőn kívül fordított még Eckhart mestertől, Mircea Eliadétól, Leo Schayatól és Otto Weiningertől is.

## Bibliográfia

### Saját művei
- Az ember mint a teremtés foglalata (kiadatlan kézirat)

### Írásai, tanulmányai (válogatás)
- Metafizika, mítosz, vallás. In: Őshagyomány 13. 1993. szeptember, 2–8.
- A hierarchia, a szent uralom rendje. In: Őshagyomány. 1993. december, 37–44.
- A Fény. In: Őshagyomány 15. 1994. március, 9–16.
- A tradíció szent ereje. In: Arkhé I. 1994. május, 59–69.
- Hegyibeszéd. In: Őshagyomány 16. 1994. június, 12–25.
- A magyar genius-ról. In: Őshagyomány 17. 1994. szeptember, 18–35.
- Arkhé és telos. In: Arkhé II. 1994. október, 99–105.
- A művészet ígérete. In: Arkhé III. 1995. május, 11–18.

### Fordításai
- Julius Evola: Lázadás a modern világ ellen. Kötet, 1997.
- Julius Evola: A szexus metafizikája. UR, 2000.
- Leo Schaya: Kabbala és hagyomány. In: Arkhé I. 1994. május.
- Eckhart mester 68. prédikációja. In: Arkhé II. 1994. október.
- Mircea Eliade: Az idő transzmutációjának indiai szimbóluma. In: Arkhé II. 1994. október.
- Otto Weininger: Az időprobléma. In: Arkhé II. 1994. október.